# Celtis tikalana
Celtis tikalana là một loài thực vật có hoa trong họ Cannabaceae. Loài này được Lundell mô tả khoa học đầu tiên năm 1960.